# Pla de Cardona
El Pla de Cardona és un pla del terme municipal de Monistrol de Calders, al Moianès.
Està situat al nord del poble de Monistrol de Calders, a la dreta de la Golarda, sota i al sud-est de l'Estoviada de la Païssa i al sud-oest de la resclosa del Pla de Cardona, o de la Païssa. És a llevant de la Serreta.